# Canonada amb nom
En informàtica, una canonada amb nom (també coneguda com FIFO pel seu comportament) és una extensió del concepte de canalització tradicional en sistemes Unix i similars a Unix, i és un dels mètodes de comunicació entre processos (IPC). El concepte també es troba a OS/2 i Microsoft Windows, encara que la semàntica difereix substancialment. Una canonada tradicional és " sense nom " i només dura el temps que el procés. Tanmateix, una canonada amb nom pot durar mentre el sistema estigui en funcionament, més enllà de la vida útil del procés. Es pot suprimir si ja no s'utilitza. Normalment, una canonada amb nom apareix com a fitxer i, generalment, els processos s'hi adjunten per a IPC.

## En Unix
En lloc d'una canalització de shell convencional, sense nom, una canalització amb nom fa ús del sistema de fitxers. Es crea explícitament utilitzant mkfifo() o mknod(), i dos processos separats poden accedir a la canalització pel nom — un procés pot obrir-lo com a lector i l'altre com a escriptor.

Per exemple, es pot crear una canonada i configurar gzip per comprimir les coses que hi estan connectades:
```
mkfifo
 
my_pipe
gzip
 
-9
 
-c
 
<
 
my_pipe
 
>
 
out.gz
 
&

```

En un intèrpret d'ordres de procés independent, es podrien enviar les dades per comprimir-les:
fitxer cat > my_pipe

## A Windows
Es pot accedir a una canonada amb nom com un fitxer. Les funcions de l'SDK del Win32 CreateFile, ReadFile, WriteFile i CloseHandle obren, llegeixen des, escriuen i tanquen una canonada, respectivament. A diferència d'Unix, no hi ha cap interfície de línia d'ordres, excepte PowerShell.
Les canonades amb nom no es poden crear com a fitxers dins d'un sistema de fitxers normal, a diferència d'Unix. També, a diferència dels seus homòlegs Unix, les canonades amb nom són volàtils (s'eliminen després que es tanqui l'última referència). Cada canonada es col·loca al directori arrel del sistema de fitxers de canonades amb nom (NPFS), muntat sota el camí especial \\. \pipe\ (és a dir, una canonada anomenada " foo " tindria un nom de camí complet de \\.\pipe\foo). Les canonades anònimes que s'utilitzen en la canalització són en realitat anomenades canonades amb un nom aleatori.